# D.J. Seeley
Dennis Jerome Seeley, detto D.J. (Redding, 28 novembre 1989), è un cestista statunitense.

## Palmarès
- Coppa di Israele: 1

Maccabi Tel Aviv: 2016-2017
- Coppa di Lituania: 1

Lietuvos rytas: 2018-2019
- Coppa di Germania: 2

Bayern Monaco: 2020-2021, 2022-2023
- Coppa del Montenegro: 1

Budućnost: 2022
- Coppa di Romania: 1

U Cluj: 2024